# 647

## Esdeveniments
- Safetula (Àfrica): Els àrabs, comandats per Abd Allah ben Sad, després d'haver entrat en diverses ciutats de la província, derroten en batalla els romans d'Orient del governador Gregori i ocupen la Bizacena.
- Kudjha (Àsia central): El general A-che-na Cho-eul, d'origen turc oriental, al servei de la dinastia Tang xinesa, ataca el país i causa una gran mortaldat, sembrant una onada de terror a tots els països de la regió.
- Cartago: La ciutat és destruïda pels àrabs i inicia la seva despoblació irreversible.
- Castres (Austràsia): Es funda l'abadia de Castres.
- Maastricht (Austràsia): Amand és nomenat bisbe de Tongres i Maastricht.

## Necrològiques
- Safetula, Àfrica: Gregori, governador bizantí de la província, en batalla.
- Albi, Austràsia: Constanci, bisbe de la ciutat.
- 17 de gener, Bourges, Austràsia: Sant Sulpici el Pietós, fundador.